# The Park (película)
"The Park" es una película de terror proveniente de Hong Kong, estrenada en 2003 con un formato original en 3D. La dirección y producción estuvieron a cargo de Andrew Lau. En el año 2004, la película se presentó en el Festival de Cine de Sundance, formando parte de las proyecciones nocturnas.

## Trama
Hace catorce años, una niña sufrió una fatal caída desde la rueda de la fortuna en un parque de atracciones, y el dueño del parque, culpando por lo sucedido, terminó ahorcándose en la misma rueda. Desde entonces, el gobierno cerró el parque y lo mantuvo inactivo. Alan, un reportero, siente curiosidad y decide viajar al parque, pero luego de ser arrastrado bajo tierra por una fuerza misteriosa, desaparece sin dejar rastro. En busca de respuestas, la hermana de Alan, Yen, opta por adentrarse en el parque abandonado para buscar a su hermano.
La madre de Yen, quien tiene habilidades de cazafantasmas y emplea una cámara mágica para atrapar espíritus, le revela a Yen que tiene conocimiento de que Alan ha fallecido. Aunque le ruega a Yen que no continúe con su búsqueda, Yen se mantiene firme en su creencia de que Alan sigue con vida. Contra los deseos de su madre, decide dirigirse al parque en compañía de seis de sus amigos: Ka-ho, Dan, YY, Ken, Pinky y Shan.
Los seis amigos se cruzan con el vigilante del parque, un anciano de apariencia extraña, quien les grita que se marchen, advirtiéndoles sobre las maldiciones que acechan el parque. Aunque no lo toman en serio, pues deciden regresar al parque esa misma noche, convencidos de que el anciano estará durmiendo. Durante la espera, Ka-ho comparte una historia que había escuchado: el parque había sido edificado sobre lo que una vez fue un cementerio. A medida que se separan para buscar a Alan, empiezan a experimentar eventos extraños.
Ka-ho nota algo inusual en su grabadora de vídeo y sigue la pista hasta llegar a la Casa Embrujada. Sin embargo, cuando todos regresan al punto de encuentro una hora después, descubren que Ka-ho también ha desaparecido. Nuevamente se dividen en grupos para buscarlo. Ken y Pinky deciden dar un paseo en el carrusel, pero este empieza a girar a gran velocidad por sí solo. Ken logra saltar a tiempo, pero en el proceso, accidentalmente golpea a Pinky. Shan se queda junto a Pinky mientras Ken huye aterrado. A punto de ser ahogado por una entidad maligna, Ken es salvado por un crucifijo que lleva consigo, sin embargo, más tarde es trágicamente decapitado por un cable. Pinky, por otro lado, está poseída y finalmente fallece tras cortarse la muñeca. Aunque parece que Shan es asesinado por la poseída Pinky, su amuleto de la suerte le salva de la asfixia. Mientras tanto, Yen, YY y Dan ingresan a la Casa Embrujada, solo para encontrarse con que las figuras de cera que se encuentran en su interior cobran vida y los atacan. En el transcurso de los eventos, YY es asesinado por las figuras, mientras que Dan perece tras ser prendido fuego por espíritus vengativos.
Solo Yen sobrevive a la tragedia y se encuentra llorando sobre el cuerpo de YY. En ese momento, el cuidador poseído se acerca sigilosamente a ella con un hacha en mano, listo para atacar. Justo antes de que pueda llevar a cabo su cometido, la madre de Yen llega al lugar y comienza a enfrentar a las fuerzas malignas. Aunque también es poseída por el demonio, le solicita a Yen que capture al demonio en su cámara mágica, una tarea que Yen realiza con reticencia. A pesar de su lucha, la madre de Yen pierde la vida en el enfrentamiento. Sin embargo, antes de partir, le pide a Yen que tome fotografías de sus amigos fallecidos y otras víctimas, y que las queme para liberar sus almas. Yen tiene un breve encuentro con su hermano fallecido. 
En el desenlace, Shan aparece de manera sorprendente y revela que su amuleto de la suerte le salvó la vida. En el epílogo, Yen toma sobre sí las responsabilidades de su madre como cazafantasmas, mientras Shan continúa trabajando como mecánico de automóviles. En una llamada telefónica, Yen busca a Shan en su lugar de trabajo, pero no recibe respuesta. El impactante final revela que Shan ha muerto en circunstancias misteriosas, atropellado por un automóvil. De hecho, se revela que el demonio logró sobrevivir a través de la foto grupal y ahora regresa para perseguir a Yen, dejando una inquietante nota de sus intenciones mientras concluye la película.

## Elenco
- Bobo Chan como Yen
- Kara Hui como Sra. Yu
- Tiffany Lee como YY
- Derek Tsang como Dan
- Johnathan Cheung como Alan
- Pubate Maganit como Ken
- Laila Boonyasak como Pinky
- Matthew Paul Dean como Shan
- Chalerm Taweebot como cuidador del parque